# Heteroclitopus simonettai
Heteroclitopus simonettai là một loài bọ cánh cứng trong họ Bọ hung (Scarabaeidae).